# 尾上悦三
尾上 悦三（おのえ えつぞう、1933年1月18日 - 1989年5月21日）は、日本の中国経済研究者。奈良県高市郡高取町出身。

## 生涯
大阪外国語大学中国語科卒、神戸大学大学院経済学研究科博士課程満期退学。1975年『中国の経済配置の研究』で神戸大学経済学博士。アジア経済研究所香港派遣員、セントルイス・ワシントン大学客員助教授、アジア経済研究所主任調査研究員、東京国際大学商学部教授。

## 著書
単著
- 『中国の産業立地に関する研究』アジア経済研究所 1971
- 『やさしい中国経済入門 八億人の市場と経済のしくみ』日本実業出版社 1971
- 『中国経済入門』東洋経済新報社 1980

共著
- 『経済計画論』有木宗一郎共著 世界書院 経済学叢書 1980